# Igor Girkin
Igor Vsevolodovitj Girkin (ryska: Игорь Всеволодович Гиркин), även känd som Igor Ivanovitj Strelkov (ryska: Игорь Иванович Стрелков), född 17 december 1970 i Moskva, är en rysk nationalist, före detta militär och FSB-officer. 

## Biografi
Girkin spelade en nyckelroll vid Rysslands annektering av Krimhalvön 2014. Under kriget i Donbass var han överbefälhavare för proryska milisgrupper, och i maj 2014 utnämndes han till försvarsminister i den självutropade Folkrepubliken Donetsk. Han avgick från denna post i augusti 2014, efter nedskjutningen av Malaysia Airlines Flight 17. Efter sin avgång är Girkin bosatt i Moskva, och har bland annat riktat hård kritik mot Rysslands militära ledning efter Rysslands invasion av Ukraina 2022. I juli 2023 greps Girkin av ryska myndigheter misstänkt för extremism.
Girkin är internationellt efterlyst för sin roll i nedskjutningen av Malaysia Airlines Flight 17. Han har anklagats för ett flertal brott, bland annat terrorism, tortyr och mord, av ukrainska myndigheter, och sanktioner har riktats mot honom av flera länder.